# Wörtherseestadion
Wörtherseestadion (mellan 2007 och 2010 Hypo Group Arena) är en fotbollsstadion i Klagenfurt i Kärnten i Österrike. Arenan är hemmaarena för FC Kärnten och hade fram till 2005 en publikkapacitet på 11 500 åskådare. Arenan revs inför EM 2008. Det byggdes då en ny arena på platsen med plats för 32 000 åskådare. Efter turneringen var det tänkt att arenans kapacitet skulle reduceras till 12 000. Denna reducering var bara tillfällig på grund av att vissa delar var stängda. 2016 öppnades hela arenan igen. Wörtherseestadion är åter hemmaplan för FC Kärnten.